# Route 33 (Ontario)
Pour les articles homonymes, voir Route 33.
La route 33 est une route provinciale de l'Ontario reliant Picton à Kingston en suivant la rive nord du lac Ontario. Nommée Loyalist Parkway, elle possède une longueur de 62 kilomètres.

## Description du tracé
La route 33 commence à sa jonction avec la Route 62 nord en direction de Belleville. Il est toutefois possible de rejoindre la ville de Trenton par la route locale 33 du comté du Prince-Édouard (Prince Edward County). 
La route 33 se dirige donc vers l'est pendant 9 kilomètres avant de traverser Picton et de passer sur la rive-sud de la Picton Bay de la Baie de Quinte. Ensuite, il faut prendre un traversier traversant la baie de Quinte, ouvert à l'année et long de 1.3 kilomètres. Après le traversier, la route 33 suit la rive nord de la baie de Quinte (le lac Ontario) pendant 45 kilomètres en traversant principalement les villes de Bath et de Amherstview. À Collins Bay, soit à l'entrée dans Kingston, la route provinciale se termine pour laisser place à la route locale 33 (Bath Rd.) en direction du centre-ville de Kingston. 